# Тохтарово
Тохтарово (каз. Тоқтаров) — село в Житикаринском районе Костанайской области Казахстана. Административный центр Тохтаровского сельского округа. Код КАТО — 394457100.

## Население
В 1999 году население села составляло 835 человек (405 мужчин и 430 женщин). По данным переписи 2009 года, в селе проживало 818 человек (401 мужчина и 417 женщин).